# شورباز السفلي (بزنجان)
شورباز السفلی (بالفارسية: شورباز علیا) هي قرية تقع في إيران في قسم بزنجان الريفي. يقدر عدد سكانها بـ 266 نسمة .